# Sestiere di Porta Comasina
Il sestiere di Porta Comasina è uno dei sei sestieri in cui era anticamente divisa la città di Milano limitatamente ai confini del moderno centro storico, che è delimitato dalla Cerchia dei Navigli, ovvero dal tracciato delle mura medievali di Milano, di cui la Cerchia costituiva originariamente il fossato difensivo. Prende il nome dall'antica Porta Comasina medievale, scomparsa nel XVI secolo.

## Storia
Questo sestiere deriva il nome da Porta Comasina medievale, che a sua volta prende la denominazione dalla precedente Porta Comasina romana, varo cittadini conosciuto anche come Porta Comacina e Porta Cumana. Da Porta Comasina dipartiva l'arteria stradale che collegava Mediolanum a Comum (Como), da cui il nome della porta. 
Poi in epoca medievale, con la costruzione delle nuove mura cittadine, più esterne quelle precedenti, "Port Comasina" venne spostata, seguendo la direttrice della strada citata, più esternamente, lungo il nuovo vallo difensivo. Sorte analoga ebbe Porta Comasina spagnola che venne eretta, analogamente, lungo le mura spagnole di Milano, che sostituirono quelle medievali sempre lungo l'arteria stradale verso Como.
Lo stemma del sestiere di Porta Comasina subì, nei secoli, alcune modifiche. Le notizie più antiche descrivono lo stemma del sestriere come troncato in due sezioni divise da una linea orizzontale che erano colorate, rispettivamente, di bianco e di rosso.  
Altre notizie, che si riferiscono a uno stemma successivo e che sono raccontate dallo storico Galvano Fiamma in una delle sue opere, lo descrivono come uno stemma quadrato partito in quattro sezioni, la prima e la quarta bianca, e la seconda e la terza rossa, su cui era soprapposto un leone bianco. Un altro documento, redatto sempre da Galvano Fiamma, parla di uno stemma di poco successivo, sempre con un leone bianco al centro, ma dove non viene specificato il numero delle sezioni bianche e rosse che facevano da sfondo al leone: 
(Galvano Fiamma, Chronicon Extravagans)
Giacomo Filippo Besta racconta invece di uno stemma successivo a quelli precedentemente descritti:
(Giacomo Filippo Besta)
Quindi in questo stemma i leoni dovevano essere almeno due. Uno stemma del sestiere successivo a quello descritto da Giacomo Filippo Besta è delineato da Bonvesin de la Riva nel suo De magnalibus urbis Mediolani: 
(Bonvesin de la Riva, De magnalibus urbis Mediolani)
Lo stemma subì quindi una modifica sostanziale: ora era costituito da uno scacchiere senza leone e avente i quadrati dello scacchiere, alternativamente, bianchi e rossi. Questo stemma è descritto anche da altri scrittori quali Bernardino Corio, Giorgio Giulini e Serviliano Latuada: tutti queste fonti non specificano però il numero di sezioni. Uno stemma poco successivo al precedente è quello presente, come bassorilievo marmoreo, sulla loggia degli Osii in piazza Mercanti: si presenta come partito in sei e spaccato in sette. Ancora più recente è lo stemma del sestiere di Porta Comasina presente sul Codice Cremosano, che è partito in sette e spaccato in otto, sempre con quadrati rossi e bianchi alternati.

## Le contrade
Il sestiere di Porta Comasina era a sua volta suddiviso in cinque contrade:
| Contrada                     | Stemma | Blasonatura dello stemma |
| ---------------------------- | ------ | --- |
| Nobile Contrada del Cordusio |        | Vessillo di rosso al gallo d'oro, coronato dello stesso.                                                                              |
| Contrada del Rovello         |        | Vessillo spaccato: nel primo di rosso alle due ruote di sei raggi d'argento, nel secondo d'argento alla ruota di sette raggi di rosso |
| Contrada dell'Orso           |        | Vessillo d'argento all'orso passante di nero, terrazzato di verde                                                                     |
| Contrada del Campo           |        | Vessillo spaccato: nel primo d'argento ai tre arbusti terrazzati di verde, nel secondo di argento ai tre pali di verde                |
| Contrada dei Fiori           |        | Vessillo partito: nel primo d'argento alle tre rose di rosso situate in palo e gambute di verde, nel secondo di rosso                 |